# Vandré, Charente-Maritime

Vandré este o comună în departamentul Charente-Maritime, Franța. În 1 ianuarie 2018 avea o populație de 869 de locuitori.